# Stictogryllacris laetitia
Stictogryllacris laetitia is een rechtvleugelig insect uit de familie Gryllacrididae. De wetenschappelijke naam van deze soort is voor het eerst geldig gepubliceerd in 1906 door Kirby.